# Обиршіє
Обиршіє (рум. Obârșie) — село у повіті Муреш в Румунії. Входить до складу комуни Ричу.
Село розташоване на відстані 289 км на північний захід від Бухареста, 25 км на північний захід від Тиргу-Муреша, 60 км на схід від Клуж-Напоки.

## Населення
За даними перепису населення 2002 року у селі проживали 3 особи.